# 686

## Догађаји
- Варатон, градоначелник палате Неустрије и Бургундије, умире и наследио га је његов зет Берхар. Он саветује краља Теудерика III да раскине мировни уговор са Пепином од Херстала, и објављује рат Аустразији.
- 6. август – Битка код Хазира у Мосулу: Алидске снаге Мухтара ал-Такафија поразиле су снаге Омејадског калифата.
- Убајд Алах ибн Зијад, бивши гувернер Месопотамије, покушава да поврати контролу над својом провинцијом, док су различита муслиманска племена у региону Куфа (Ирак) укључена у исламски грађански рат.
- Абд ал-Малик ибн Марван затвара и мучи патријарха Мар Кхнанишу I. Он је први калиф који је инсистирао на прикупљању бирачког пореза од хришћана.
- 1. октобар – Јапански цар Тенму умире након 13-годишње владавине, а наследила га је његова удовица (и нећака), царица Јито. Она ће владати до 697. године.
- 25. октобар – Јито је лажно оптужила принца Оцуа, сина Тенмуа, за издају и приморан је да изврши самоубиство, заједно са својом женом Јаманобе.
- 2. август – Папа Јован V умире у Риму након 12-месечног епископства, током којег је дао много помоћи сиромашнима. Наследио га је папа Конон као 83. римски епископ.
- Куга убија скоро све бенедиктинске монахе у манастиру Монквермоутх–Јаров Абеи (Нортумбрија), осим опата Цеолфрита и једног малог дечака – будућег учењака Беду.
- Вилфрид, епископ Јорка, постаје саветник Кедвале и бива послат на острво Вајт да евангелизује тамошње становништво.